# 杉崎綾子
杉崎綾子（日语：杉崎 りょうこ，10月18日—），日本女性配音員、舞台演員。出身於神奈川縣。以前經歷劇團21世紀福斯、KeKKe Corporation。舊藝名杉崎 綾子（日文讀音相同）。身高150cm。A型血。

## 演出

### 電視動畫
2008年
- CHAOS;HEAD（女子）
- 我的狐仙女友
- 魔人偵探腦嚙涅羅（粉絲）

### 遊戲
- 鍛人 白翼之章（日语：カヌチ）（阿薩托）
- 斯格羅编年史 ～左手骰子右手劍～（迪納爾）
- 巫女舞 ～永遠的思念～
- Metal Wolf Rev（日语：メタルウルフREV）（老人）
- 死魂曲：新譯（河邊幸江〈聲音〉）

### 廣播劇CD
- 熱鬥少女（日语：少女ファイト）
- 神官與王的狂亂
- 惡魔獵人

### 外語配音

#### 電視影集
- 小查與寇弟的頂級生活

## 外部連結
- 杉崎綾子｜Kekke Corporation （日語）